# Marie Spénale
Pour les articles homonymes, voir Spénale.
Marie Spénale née le 30 novembre 1991, est une autrice de bande dessinée et illustratrice.

## Biographie
Marie Spénale nait le 30 novembre 1991. Elle suit des études d'arts appliqués, puis intègre d'abord un DMA d'illustration à l'école Estienne, puis aux Gobelins section multimédia à Paris. Elle vit à Bruxelles.
En 2012, elle remporte le prix Révélation Blog BD du Festival D’Angoulême, pour Les lapins roses ne courent plus dans les champs. 
En 2017, elle réalise la BD Heidi au Printemps, une adaptation libre du roman de Johanna Spyri,. 
En 2018, elle publie Wonder Pony, l'histoire d'une super héroïne adolescente. La série est publiée aux États-Unis en avril 2020. En juillet 2024, la chaîne publique France Télévisions produit pour son émission Okoo !, Wonder Pony, une série d'animation de 52 épisodes de 13 minutes destinée aux enfants de six à huit ans, développé par TV France.
En 2024 parait Il y a longtemps que je t'aime, salué par la critique,. Annie, une femme de 60 ans qui, après le naufrage de son voilier, échoue sur île. Un indigène vit là et c'est la rencontre de deux corps différents. Petit à petit, Annie va se découvrir et s'autonomiser. Marie Spinale questionne le couple, le corps âgé, les relations.
Toujours en 2024 parait Noël Bif-Bof, le deuxième tome de Millie & Catsou.

## Récompenses et distinctions
- Prix révélation blog BD 2012[2]

## Publications

### Comme autrice et dessinatrice
- 2017 : Heidi au Printemps, éditions Delcourt  (ISBN 978-2-756-07202-9)
- 2018 : Wonder Pony, éditions Jungle  (ISBN 978-2-822-22564-9)
- 2023 : Millie & Catsou à l'Ultra fiesta, Nathan  (ISBN 2095013093)
- 2024 : Il y a longtemps que je t'aime, Casterman  (ISBN 2203276509)
- 2024 : Millie & Catsou : Noël Bif-Bof, Nathan  (ISBN 9782095030728)

### Comme illustratrice
- Prudence et sa famille improbable, 2020, Rageot Éditeur  (ISBN 9782700275384)
- Mon année de lecture en CE1, 2019, Hatier  (ISBN 9782401058040)
- Stop aux violences sexuelles faites aux enfants, 2018, Bayard jeunesse  (ISBN 9791036305863)
- La danse classique, 2018, Milan  (ISBN 9782408000431)
- Mais où est Pablo ?, 2017, Larousse  (ISBN 9782035949066)
- Le bruit mystère, 2017, Larousse  (ISBN 9782035942876)
- J'apprends le ski, 2017, Milan  (ISBN 9782745993090)
- Les sports d'hiver, 2017, Milan  (ISBN 9782745988485)
- Nos créations mode, 2015, Milan  (ISBN 9782745977076)